# Altiplà de Putorana
L'altiplà de Putorana (плато Путорана en rus) o Muntanyes de Putorana és una zona muntanyosa de Rússia. Es tracta d'un altiplà de basalt creuat per diverses cadenes de muntanyes, situat al nord-oest de la Sibèria Central, al sud de la Península de Taimir. La ciutat més propera és Norilsk, amb l'aeroport d'Alykel a 35km i d'accés restringit per als visitants.

## Geografia
L'altiplà de Putorana està situat entre els 67º i els 70º N de latitud, a l'extrem nord oest de l'Altiplà de la Sibèria Central. A l'oest hi ha el riu Ienissei, al nord oest hi ha l'altiplà d'Anabar, al sud els altiplans de Syverma i Tunguska i al nord les terres baixes de la Sibèria del Nord.
La muntanya més alta és el Mont Kamen, a 1.678 m sobre el nivell del mar, el qual és també el punt més elevat de l'Altiplà de la Sibèria Central.
"Putorana" prové de la llengua nativa dels evenkis i es tradueix com a "la terra dels llacs de marges inclinats"; la zona conté més de 25.000 llacs amb una profunditat d'entre 180 i 420m, els quals formen el segon reservori més gran d'aigua dolça de Rússia, després del llac Baikal. El llac Vivi és el centre geogràfic de Rússia, i es troba al marge sud de l'altiplà, on s'encavalca amb l'altipà de Syverma. Altres llacs destacats són el Dyupkun i el Lama, que per la seva mida formen ecosistemes sencers al llarg de desenes de quilòmetres. I les cascades Talnikovy són unes de les més altes de l'Àsia.

## Geologia
L'altiplà de Putorana està compost principalment de basalt dels Trapps de Sibèria.
El seu vulcanisme s'ha intentat explicar per la hipòtesi del Plomall de mantell.

## Clima
En estar per sobre del cercle polar àrtic, la regió de Putorana té un clima aspre, extremadament continental, amb hiverns llargs i freds. Tot i això, en certes valls com la del llac Lama, s'hi troben microclimes més temperats gràcies a la protecció contra el vent del nord que ofereixen les serralades properes.
La primavera, estiu i tardor s'escauen, respectivament, durant els mesos de juny, juliol i agost; la resta de mesos són d'hivern, amb temperatures d'entre -32 °C i -40 °C. Durant el juliol, el mes més càlid, la temperatura mitjana es trobar al voltant de 8 °C i pot arribar a màxims de 16 °C.
Pel que fa a precipitacions, són d'entre 500mm i 800mm, produint-se principalment durant l'estiu en forma de pluja. La neu hi és més aviat escassa.

## Àrea protegida
La Reserva Natural de Putorana, establerta l'any 1988 i administrada des de Norilsk, és un espai natural protegit d'1.887.251 ha, amb una zona circumdant de salvaguarda d'1.773.300 ha. L'objectiu de la seva classificació va ser la protecció del ramat de rens salvatges més gran del món, així com del mufló de Sibèria.
El juliol de 2010, la Reserva Natural de Putorana va ser catalogada Patrimoni de la Humanitat, essent considerada "un conjunt complet d'ecosistemes àrtics i subàrtics en un sistema muntanyós aïllat, que inclou sistemes verges de taigà, tundra boscosa, tundra i desert àrtic, així com llacs d'aigua freda i rius que no s'han vist mai alterats per l'home.

## Recursos naturals
A l'altiplà s'hi troben minerals ignis com roques de basalt, minerals ferrosos (magnetita i hematites), silicats (prenhita i zeolita), apatites, perovskites i coure i níquel d'alta densitat. De fet, l'àrea conté els dipòsits de níquel coneguts més grans del món. L'aigua i el carbó també hi són abundants.

## Galeria d'imatges

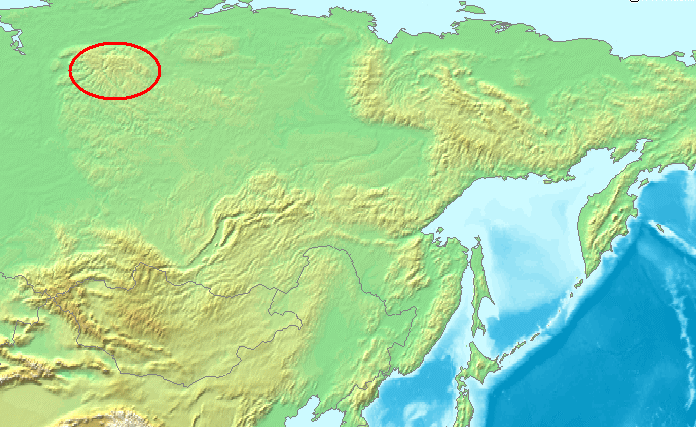
Ubicació de l'altiplà de Putorana a Sibèria
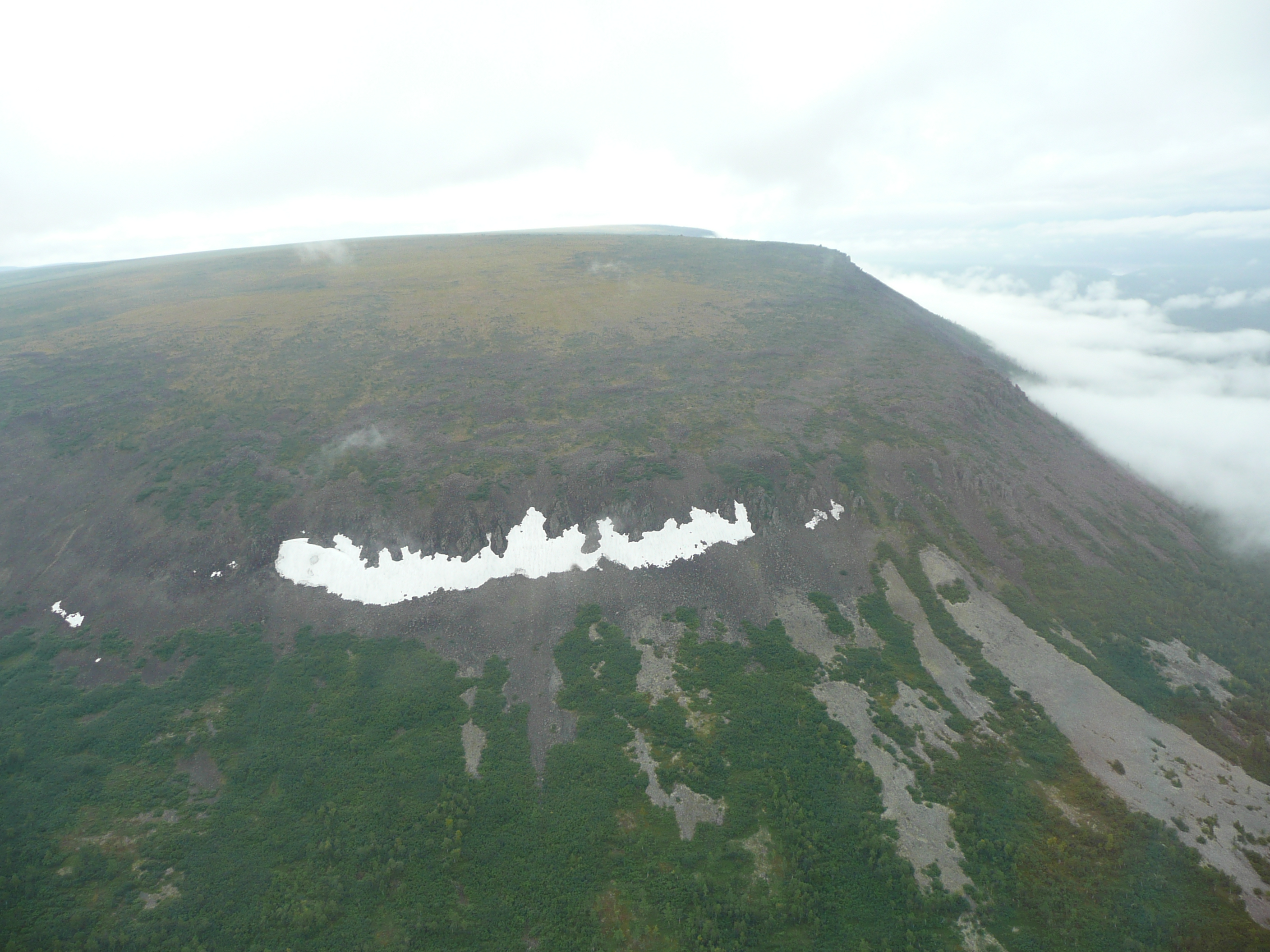
Vista aèria